# Ayşe Erzan
Ayşe Erzan (née en 1949 à Ankara) est une physicienne turque.

## Biographie
Ayşe Erzan est née en 1949 à Ankara. Sa mère est professeure de droit et son père est un homme d'affaires. Après des études à Istanbul, elle obtient une bourse pour poursuivre sa formation pendant deux ans au Bryn Mawr College aux États-Unis, jusqu'en 1970. Elle obtient ensuite un doctorat en physique à  l'université d'État de New York à Stony Brook, en 1976. Ses recherches, sous la direction de George Stell et de Victor Emery, portent sur les transitions de phase et les phénomènes liées à ces modifications de matière,.
Elle retourne ensuite à Ankara, travaillant pendant un an à l'université technique du Moyen-Orient comme membre du département de physique. En 1977, elle rejoint l'université technique d'Istanbul. Concomitamment, elle milite au sein de mouvements de femmes et de mouvements pour la pais et pour la démocratie. À la suite du coup d'État du 12 septembre 1980, elle quitte le pays. De 1981 à 1990, elle travaille dans diverses institutions universitaires et de recherches. De 1981 à 1982, elle est au département de physique théorique de l'université de Genève. De 1982 à 1985, elle est professeur assistante invitée à l'université de Porto. Elle rejoint ensuite, grâce à la Fondation Alexander von Humboldt, le département de physique théorique de l'université de Marbourg, de 1985 à 1987. De 1987 à 1990, elle participe au réseau scientifique de l'université de Groningue. Puis elle est brièvement chercheuse au Centre international de physique théorique de Trieste. Enfin, en 1990, elle revient en Turquie, où le pouvoir est de nouveau aux mains de civils (avec des élections démocratiques), reprenant place au sein de l'université technique d'Istanbul. Elle y mène des recherches en association avec l'Institut Feza Gürsey.
Elle est élue membre associée de l'Académie des sciences de Turquie en 1995, puis en devient membre à part entière en 1997. La même année, elle reçoit le prix scientifique décerné par le TÜBİTAK (Türkiye Bilimsel ve Teknolojik Araştırma Kurumu, ou, en français, Conseil de recherche scientifique et technologique de Turqui ). En 2003, elle se voit attribuer le prix prix L'Oréal-Unesco pour les femmes et la science, et le Rammal Award en 2009. Concernant ses thèmes de recherche, elle est plus particulièrement spécialisée sur la physique statistique, les problèmes liés à la complexité, à l'invariance d'échelle et à l'auto-organisation. Elle a travaillé ainsi sur les matériaux ferromagnétiques, sur la modélisation des tremblements de terre, sur les réactions de polymérisation de masse, ainsi que sur une modélisation des systèmes biologiques basée sur les théories de l'information. Elle est membre de The World Academy of Sciences et participe aux comités de rédaction du Journal of Statistical Physics et du European Physical Journal B.